# Agguato nel sole
Agguato nel sole (Hostile Guns) è un film del 1967 diretto da R.G. Springsteen.
È un film western statunitense con George Montgomery, Yvonne De Carlo e Tab Hunter.

## Produzione
Il film, diretto da R.G. Springsteen su una sceneggiatura di Steve Fisher e Sloan Nibley e un soggetto dello stesso Nibley e di James Edward Grant, fu prodotto da A.C. Lyles per la A.C. Lyles Productions e girato nei Paramount Studios a Hollywood, a Santa Clarita e nel Vasquez Rocks Natural Area Park ad Agua Dulce, in California.

## Distribuzione
Il film fu distribuito con il titolo Hostile Guns negli Stati Uniti nel luglio del 1967 al cinema dalla Paramount Pictures.
Altre distribuzioni:
- in Germania Ovest il 1º marzo 1968 (Texas-Desperados)
- in Austria nel luglio del 1968 (Texas-Desperados)
- in Italia (Agguato nel sole)
- in Brasile (Gatilhos do Ódio e Pistolas Inimigas)
- in Spagna (Pistolas hostiles)

## Critica
Secondo il Morandini i "caratteri dei personaggi" sono "tagliati con l'accetta" e lo sviluppo della vicenda risulterebbe "prevedibile".

## Promozione
Le tagline sono:
- "A wagonload of condemned criminals on his hands...a gang of desperadoes on his trail!".
- "He fought on the most dangerous trail a man ever dared to ride!".